# 사라진 연인: 평행 세계
사라진 연인: 평행 세계(Between Waves)는 캐나다에서 제작된 버지니아 아브라모비치 감독의 2020년 SF, 멜로/로맨스 영화이다. 플로나 그라함 등이 주연으로 출연하였다.

## 출연

### 주연
- 플로나 그라함